# Nahuel Losada
Nahuel Hernán Losada (Berisso, 17 aprile 1993) è un calciatore argentino, portiere del Lanús.

## Carriera
Cresciuto nelle giovanili dell'Estudiantes (LP), ha esordito il 12 aprile 2015 con la maglia dell'Unión Mar del Plata in occasione del match pareggiato 0-0 contro lo Estudiantes (SL).

## Statistiche

### Presenze e reti nei club
Statistiche aggiornate al 14 maggio 2025.
| Stagione        | Squadra             | Campionato      | Campionato | Campionato | Coppe nazionali | Coppe nazionali | Coppe nazionali | Coppe continentali | Coppe continentali | Coppe continentali | Altre coppe | Altre coppe | Altre coppe | Totale | Totale | Totale |
| Stagione        | Squadra             | Comp            | Pres       | Reti       | Comp            | Pres            | Reti            | Comp               | Pres               | Reti               | Comp        | Pres        | Reti        | Pres   | Reti   |        |
| --------------- | ------------------- | --------------- | ---------- | ---------- | --------------- | --------------- | --------------- | ------------------ | ------------------ | ------------------ | ----------- | ----------- | ----------- | ------ | ------ | ------ |
| 2015            | Unión Mar del Plata | PBN             | 32         | -36        | CA              | 0               | 0               | -                  | -                  | -                  | -           | -           | -           | 32     | -36    |        |
| 2016            | Atlanta             | PBM             | 19         | -15        | -               | -               | -               | -                  | -                  | -                  | -           | -           | -           | 19     | -15    |        |
| 2016-2017       | Estudiantes (LP)    | PD              | 3          | -4         | CA              | 1               | 0               | -                  | -                  | -                  | -           | -           | -           | 4      | -4     |        |
| 2016-2017       | All Boys            | PBN             | 24         | -18        | CA              | 1               | -1              | -                  | -                  | -                  | -           | -           | -           | 25     | -19    |        |
| 2017-2018       | All Boys            | PBN             | 23         | -31        | -               | -               | -               | -                  | -                  | -                  | -           | -           | -           | 23     | -31    |        |
| 2018            | Deportivo Pasto     | A               | 18         | -19        | CC              | 0               | 0               | -                  | -                  | -                  | -           | -           | -           | 18     | -19    |        |
| 2019-2020       | All Boys            | PBN             | 2          | -3         | CA              | 1               | -1              | -                  | -                  | -                  | -           | -           | -           | 3      | -4     |        |
| Totale All Boys | Totale All Boys     | Totale All Boys | 49         | -52        |                 | 2               | -2              |                    | -                  | -                  |             | -           | -           | 51     | -54    |        |
| 2020            | Belgrano            | PBN             | 0          | 0          | -               | -               | -               | -                  | -                  | -                  | -           | -           | -           | 0      | 0      |        |
| 2021            | Belgrano            | PBN             | 30         | -22        | -               | -               | -               | -                  | -                  | -                  | -           | -           | -           | 30     | -22    |        |
| 2022            | Belgrano            | PBN             | 35         | -23        | CA              | 0               | 0               | -                  | -                  | -                  | -           | -           | -           | 35     | -23    |        |
| 2023            | Belgrano            | PD              | 26         | -24        | CA+CdL          | 0+15            | -20             | -                  | -                  | -                  | -           | -           | -           | 41     | -44    |        |
| 2024            | Belgrano            | PD              | 5          | -9         | CA+CdL          | 1+12            | -2 + -19        | CS                 | 4                  | -2                 | -           | -           | -           | 22     | -32    |        |
| Totale Belgrano | Totale Belgrano     | Totale Belgrano | 96         | -78        |                 | 28              | -41             |                    | 4                  | -2                 |             | -           | -           | 128    | -121   |        |
| 2024            | Lanús               | PD              | 17         | -17        | CA+CdL          | 0               | 0               | CS                 | 6                  | -5                 | -           | -           | -           | 23     | -22    |        |
| 2025            | Lanús               | PD              | 16         | -10        | CA              | 0               | 0               | CS                 | 5                  | -2                 | -           | -           | -           | 21     | -12    |        |
| Totale Lanús    | Totale Lanús        | Totale Lanús    | 33         | -27        |                 | 0               | 0               |                    | 11                 | -7                 |             | -           | -           | 44     | -34    |        |
| Totale carriera | Totale carriera     | Totale carriera | 250        | -231       |                 | 31              | -43             |                    | 15                 | -9                 |             | -           | -           | 296    | -283   |        |